# Remo nos Jogos Pan-Americanos de 1955
As competições de remo nos Jogos Pan-Americanos de 1955 foram realizadas na Cidade do México, México. Esta foi a segunda edição do esporte nos Jogos Pan-Americanos, tendo sido disputado apenas entre homens.

## Medalhistas
| Evento                 | Ouro               | Prata                  | Bronze                     |
| ---------------------- | ------------------ | ---------------------- | -------------------------- |
| Skiff simples detalhes | John Kelly (USA) · | Juan Rodríguez (URU) · | Norberto Battaglia (ARG) · |
| Skiff duplo detalhes   | USA Estados Unidos | ARG Argentina          | MEX México                 |
| Dois sem detalhes      | ARG Argentina      | USA Estados Unidos     | MEX México                 |
| Dois com detalhes      | ARG Argentina      | USA Estados Unidos     | CHI Chile                  |
| Quatro sem detalhes    | ARG Argentina      | USA Estados Unidos     | MEX México                 |
| Quatro com detalhes    | ARG Argentina      | USA Estados Unidos     | CHI Chile                  |
| Oito com detalhes      | USA Estados Unidos | ARG Argentina          | MEX México                 |

## Quadro de medalhas
| Ordem | País               | Medalha de ouro | Medalha de prata | Medalha de bronze |    |
| ----- | ------------------ | --------------- | ---------------- | ----------------- | -- |
| 1     | ARG Argentina      | 4               | 2                | 1                 | 7  |
| 2     | USA Estados Unidos | 3               | 4                |                   | 7  |
| 3     | URU Uruguai        |                 | 1                | 1                 | 2  |
| 4     | MEX México         |                 |                  | 3                 | 3  |
| 5     | CHI Chile          |                 |                  | 2                 | 2  |
| TOTAL | TOTAL              | 7               | 7                | 7                 | 21 |